# Brazza
Brazza (in croato Brač), nota in passato come isola della Brazza, è un'isola della costa dalmata centrale della Croazia.

## Geografia
Con una superficie di 395,44 km² è la terza isola in ordine di grandezza del mare Adriatico e la più grande della Dalmazia, il suo sviluppo costiero è di 180,61 km. 
Compresa tra le punte San Giorgio (rt Gomilica) e Speo (rt Ražanj), a ovest, e capo delle Planche (rt Laščatna) a est, misura circa 40 km di lunghezza e una media di 12 km di larghezza. Il monte più alto dell'isola, il monte San Vito (Vidova Gora), che si trova a sud, con la sua altezza di 780,1 m rappresenta il punto più alto nel mare Adriatico. Una sola isoletta si trova vicino alle sue coste (a ovest): Smerduglia.
Brazza si trova a sud di Spalato ed è divisa dalla costa dalmata dal canale di Brazza (Brački kanal); a sud il canale di Lesina (Hrvatski kanal) la divide dall'omonima isola e lo stretto Porte di Spalato (Splitska vrata) a ovest la separa da Solta. Sul lato ovest il porto di Milnà è il miglior approdo dell'isola.

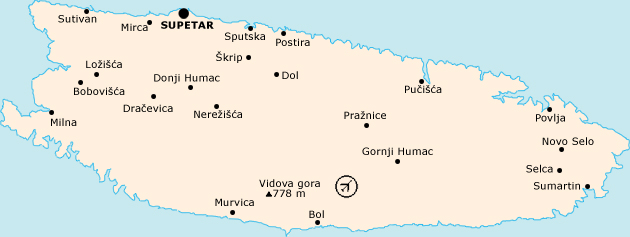

## Popolazione e centri abitati
L'isola ha una popolazione complessiva di circa 14 000 abitanti, divisa nei centri principali San Pietro di Brazza (Supetar), San Giovanni di Brazza (Sutivan) e Milnà (Milna), oltre alla località turistica di Vallo della Brazza (in croato: Bol) presso il Corno d'Oro (in croato: Zlatni Rat).
Altri centri abitati sull'isola sono: Bobovischie (Bobovišća), Dol (Dol), Losischie (Ložišća), Murvizza (Murvica), Neresi (Nerežišća), Postire (Postira), Povia (Povlja), Prasnizza (Praznica), Pucischie (Pučišća), Selza (Selca), Splisca (Splitska), San Martino di Brazza (Sumartin), Scirpea (Škrip) fondato in epoca pre-romana, Umazzo inferiore e superiore (Donji e Gornji Humac), Villanova di Brazza (Novo Selo).

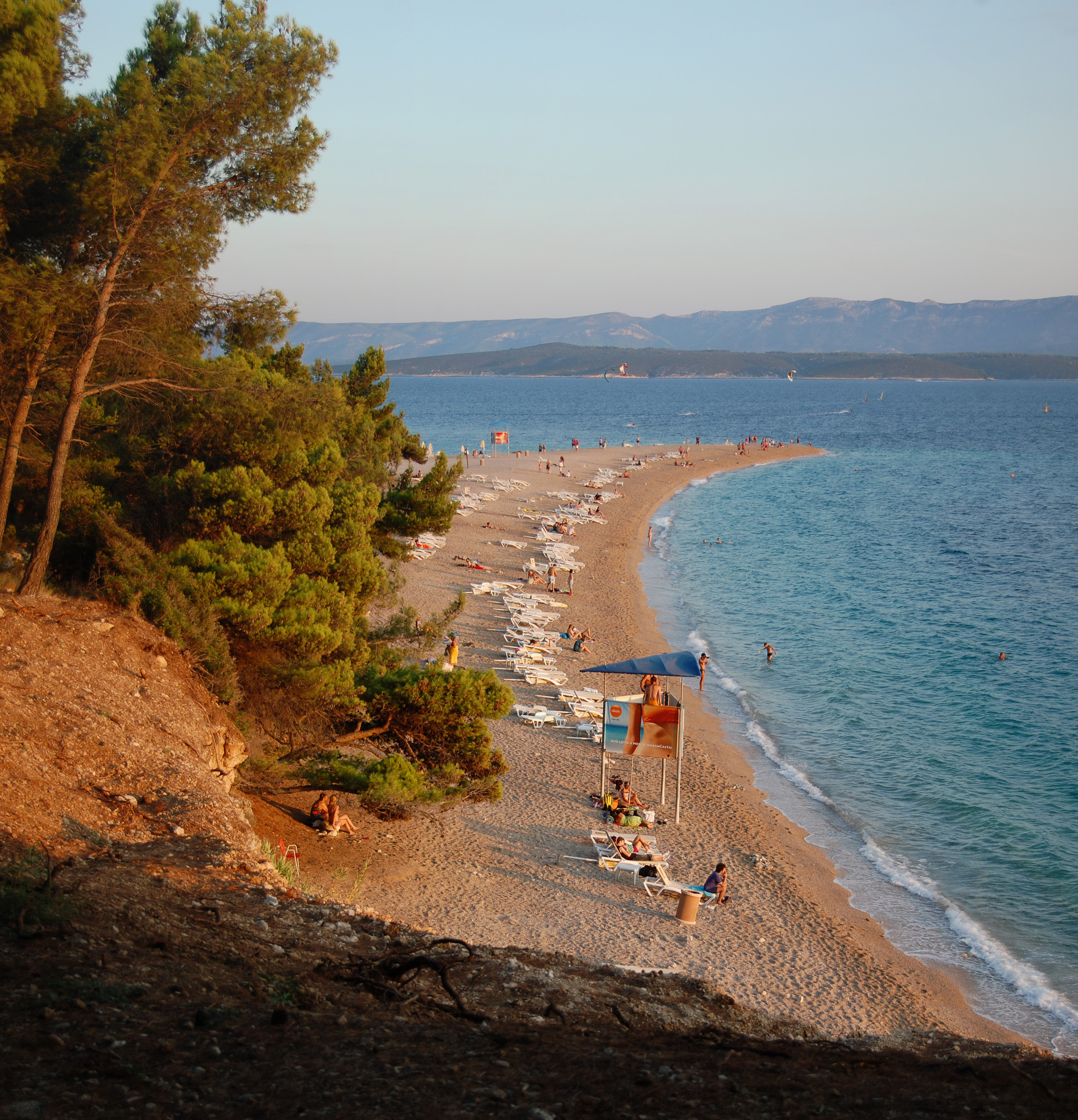
Vista della famosa spiaggia del Corno d'Oro nella città di Bol

## Storia
Ritrovamenti archeologici testimoniano l'esistenza di comunità umane sull'isola fin dal paleolitico. Nonostante ciò, mancano tracce della presenza umana durante il neolitico. Durante l'età del bronzo e l'età del ferro, tribù illiriche abitarono le parti più interne dell'isola, ed esistevano numerosi villaggi, sebbene nessuno di essi sia sopravvissuto.
Nel IV secolo a.C. l'isola di Brazza non fu interessata dalla colonizzazione greca che si stava diffondendo in molte isole costiere dell'Adriatico; tuttavia i greci conoscevano l'isola, che utilizzavano come emporio e che chiamavano Elaphussa, e commerciavano con le tribù locali. A testimonianza di ciò, furono trovati dei manufatti greci nella baia di Vičja, vicino a Losischie. L'isola di Brazza si trova infatti al crocevia di numerose rotte commerciali, soprattutto tra Salona e l'isola di Lissa.
Nel 9 d.C. i romani conquistarono la Dalmazia dopo lunghi combattimenti contro le tribù indigene. Salona divenne la capitale della nuova provincia e, probabilmente per questo motivo, sull'isola non furono fondate grandi città. Tuttavia, in tutta l'isola si possono trovare tracce del periodo romano, soprattutto sotto forma di ville e cisterne e qualche miniera. In questo periodo inoltre, Spalato divenne il porto principale per trasportare pietra da Salona al resto della Dalmazia.
Ancora ai giorni nostri l'isola è famosa per la produzione di pregiata pietra bianca, usata per le costruzioni del Palazzo di Diocleziano a Spalato, per la cattedrale di Sebenico, per molti palazzi di Venezia, e fornita anche per la realizzazione del Parlamento di Vienna, del palazzo del Reichstag di Berlino e della Casa Bianca a Washington. Nello stesso periodo inoltre iniziò a diffondersi anche l'agricoltura, e in particolare si diffusero vino e olive.
Nell'ultimo secolo la popolazione dell'isola decrebbe per due motivi. Da una parte per l'esodo degli italiani verso le altre province italiane dell'Impero austro-ungarico o direttamente in Italia, data la politica austriaca e la successiva annessione alla Jugoslavia; in secondo luogo, a causa della massiccia emigrazione verso il Sud America e, nel periodo di stagnazione economica prima dello sviluppo turistico, verso i principali centri della terraferma, come Spalato.
Oggi i residenti vivono soprattutto di turismo ma anche di agricoltura (vino e olive specialmente) e pesca.

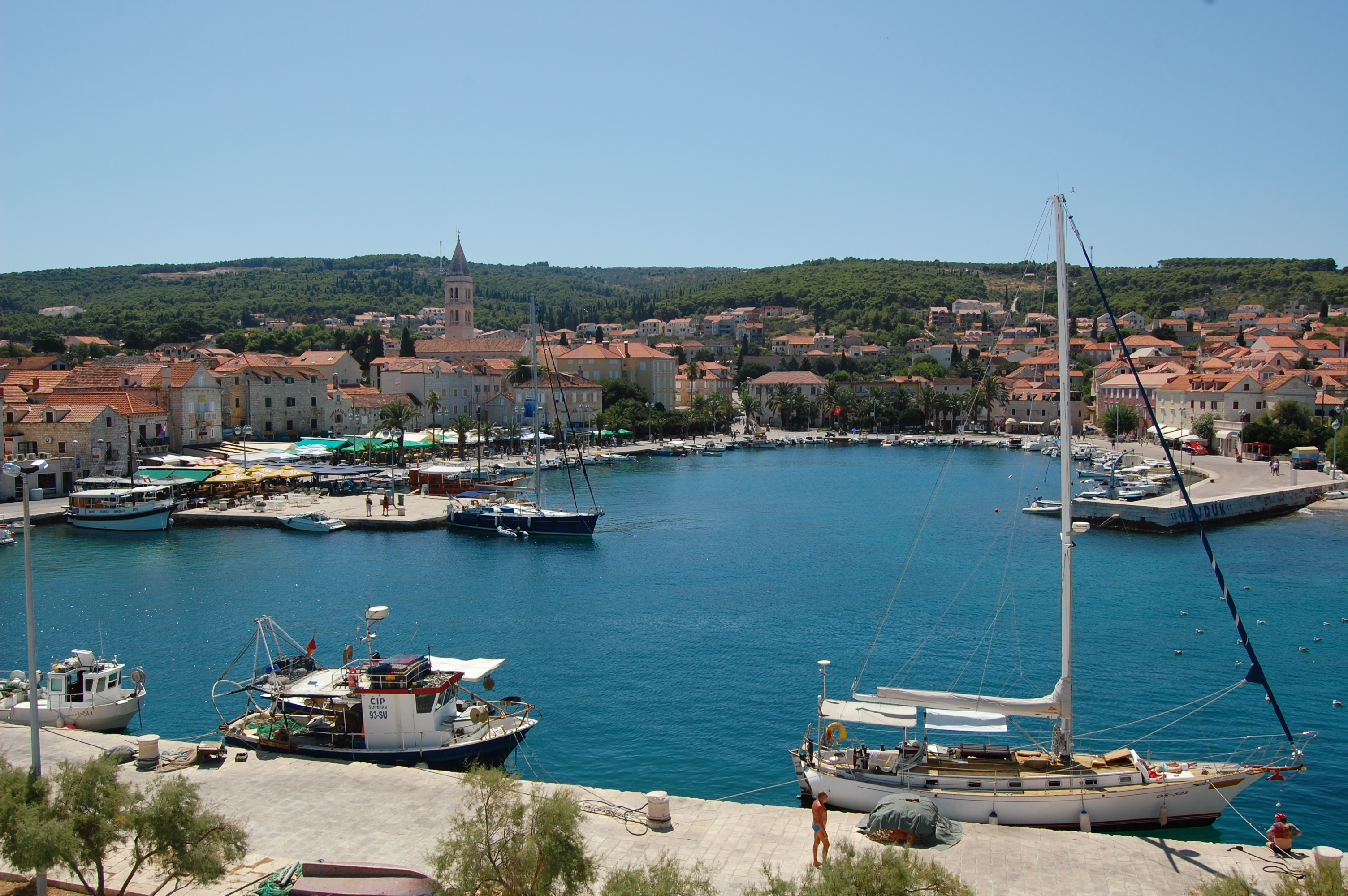
Vista del porto di San Pietro sull'isola di Brazza

## Società

### Comunità italiana
Gli Italiani dell'isola di Brazza vivevano concentrati nei centri di San Pietro della Brazza, Vallo della Brazza, Pucischie e Neresi. La parte restante dell'isola era invece compattamente croata. 
L'opera di slavizzazione operata dai funzionari austriaci andò di pari passo ad un'intensa emigrazione dall'isola verso le due Americhe che riguardò maggiormente gli italiani. Nel 1861 venne aperto un centro culturale slavo a Pucischie. Nel censimento del 1910 si contavano solo 265 italiani in tutta l'isola, concentrati a San Pietro e Néresi. Il numero degli italiani, del resto, continuò a decrescere, anche per le povere condizioni economiche dell'isola. Nel 1927 si contavano appena 169 italiani.

La presenza di italiani a Curzola è drasticamente diminuita in seguito all'esodo giuliano dalmata, che avvenne come conseguenza della seconda guerra mondiale.

## Economia
Una particolare produzione artigianale, sviluppatasi recentemente grazie anche al turismo, è quella di saponi e saponette aromatiche (dalla lavanda locale alla polvere d'oro) di svariate fogge, misure e colori.
Brazza è servita da frequenti linee di navigazione con le altre isole e la costa e da un piccolo aeroporto internazionale nei pressi di Bol.

### Cartografia
- (HR) Mappa topografica della Croazia 1:25000, su preglednik.arkod.hr. URL consultato il 27 febbraio 2017.